# Lago Bianco
Lago Bianco (có nghĩa là "Hồ trắng") là một hồ chứa tại đèo Bernina ở Grisons, Thụy Sĩ. Độ cao của nó là 2.234m; diện tích bề mặt của nó là 1,50 km². Hồ chứa hiện tại được hình thành bởi hai đập Scala và Arlas trên khu vực của hai hồ tự nhiên (Lago Bianco và Lago della Scala). 
Tuyến đường sắt Bernina của nó là tuyến đường sắt duy nhất từ khu vực St. Moritz đến Ý, cung cấp dịch vụ tàu thường xuyên theo lịch trình cao nhất ở châu Âu tại địa điểm này.

## Hình ảnh

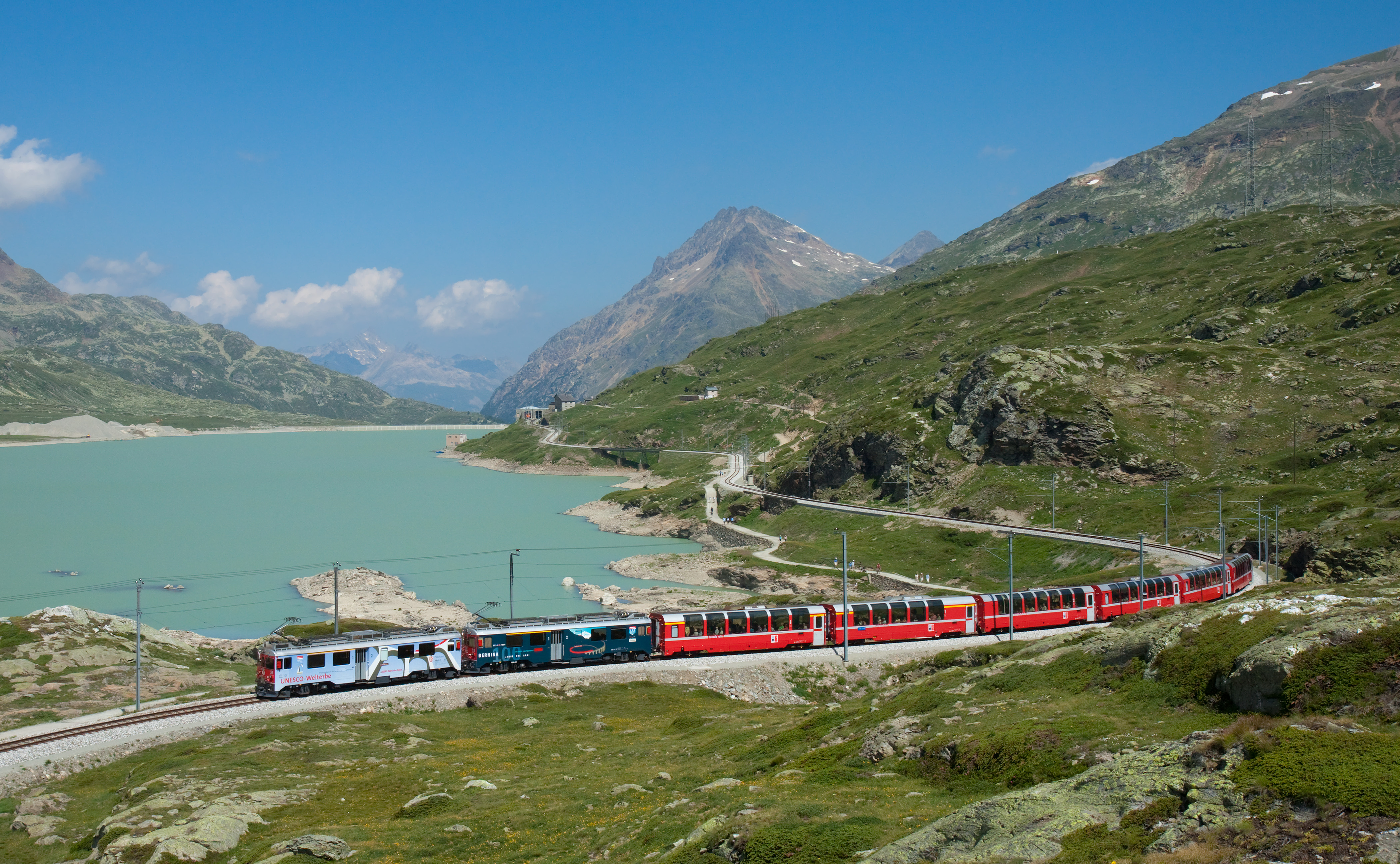
Tàu hỏa đang chạy trên Tuyến đường sắt Bernina trên bờ Lej Nair ở hồ Bianco đến đèo Bernina
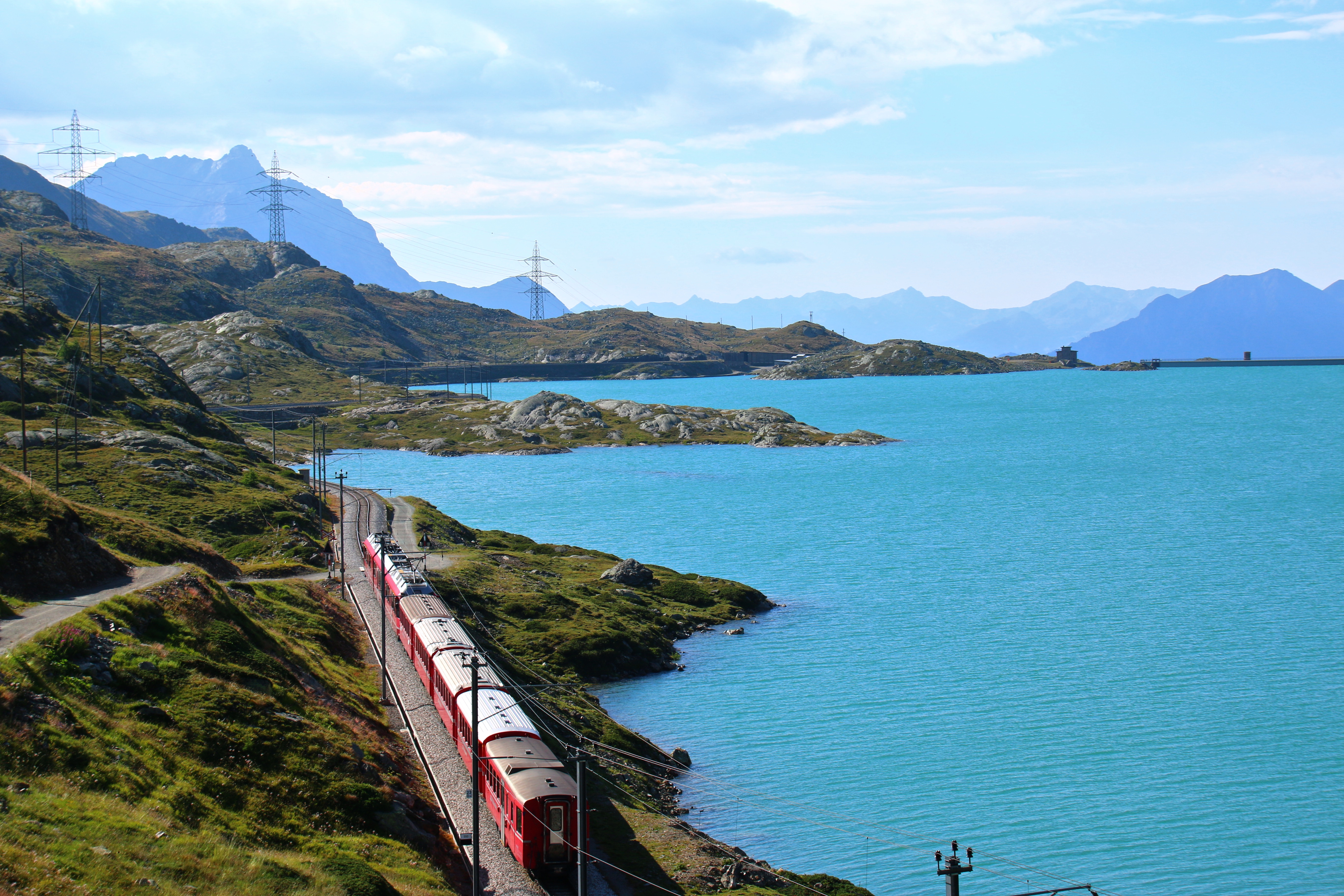
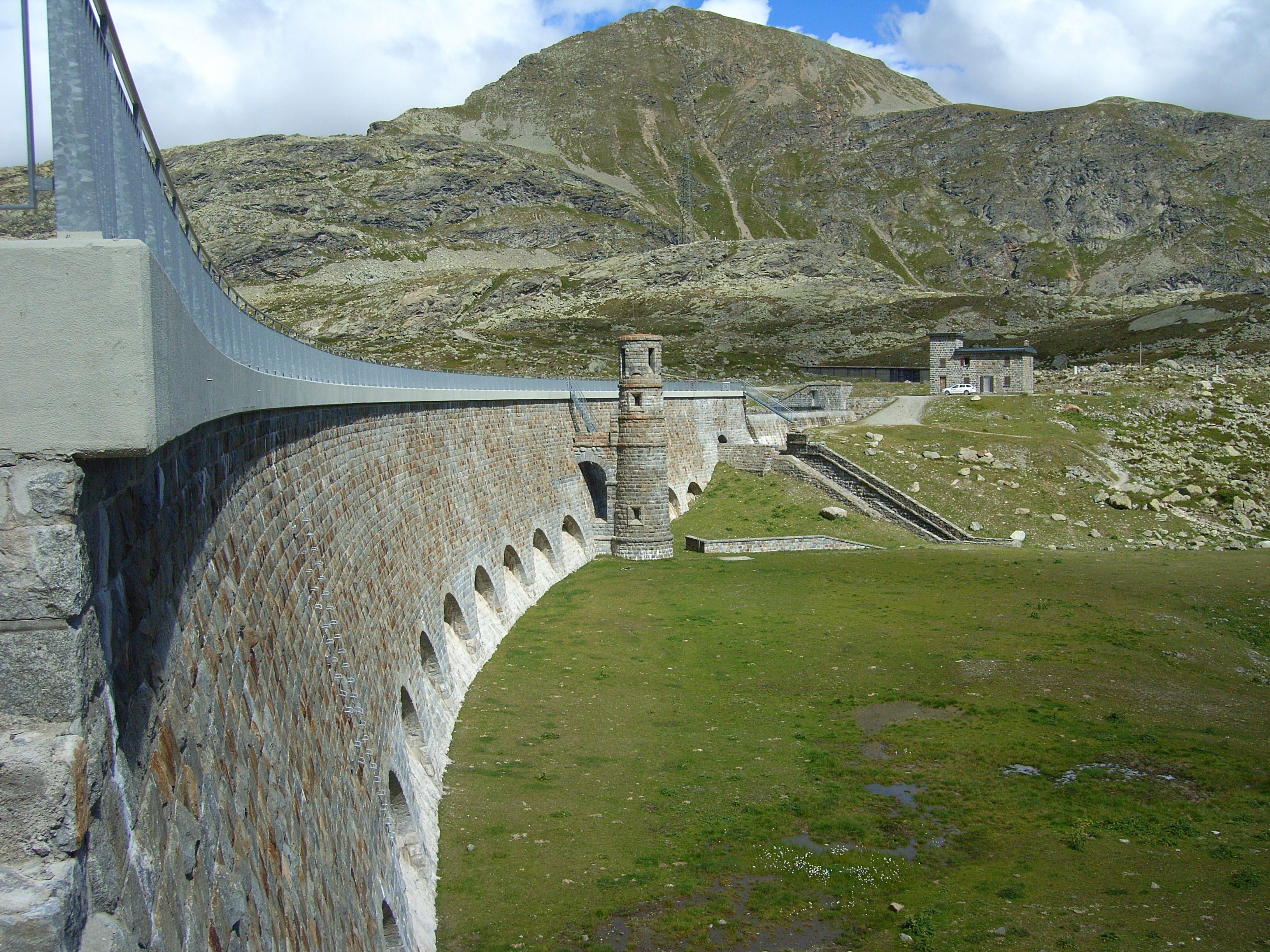
Đập phía Nam (Scala)
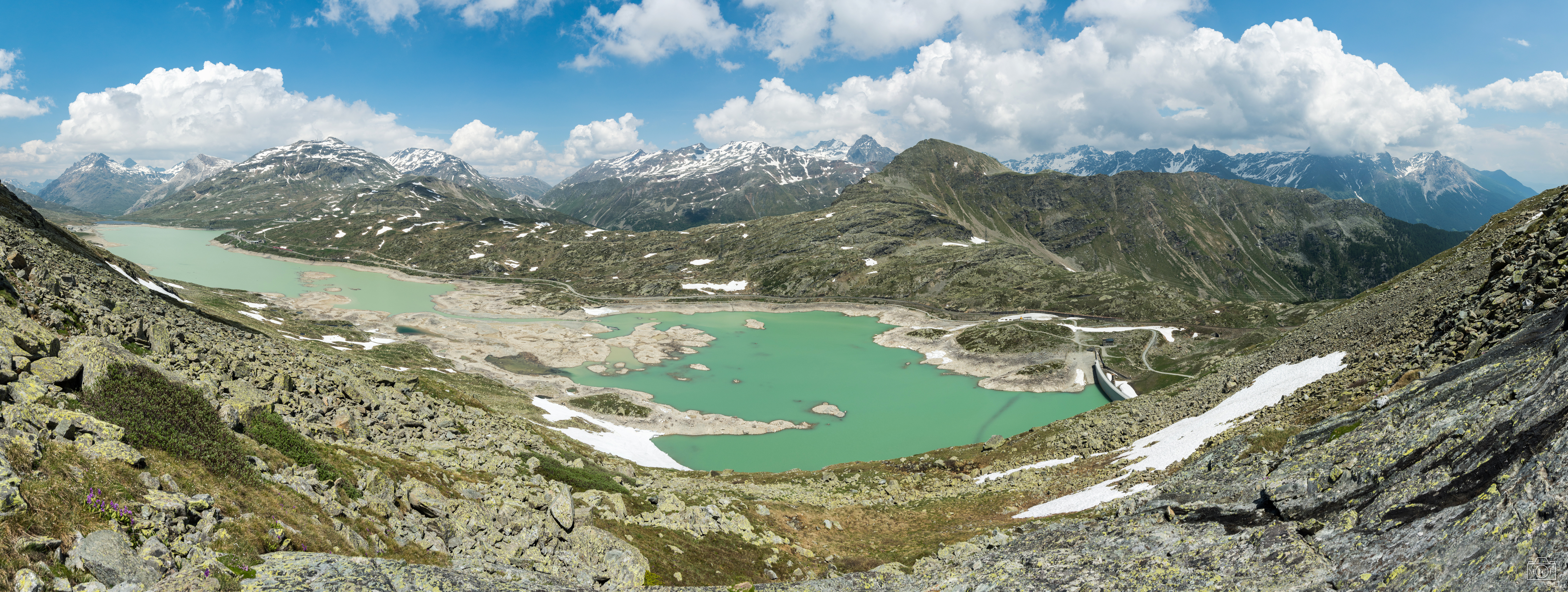
Mực nước thấp vào năm 2015 cho thấy đường nét của hai hồ tiền thân
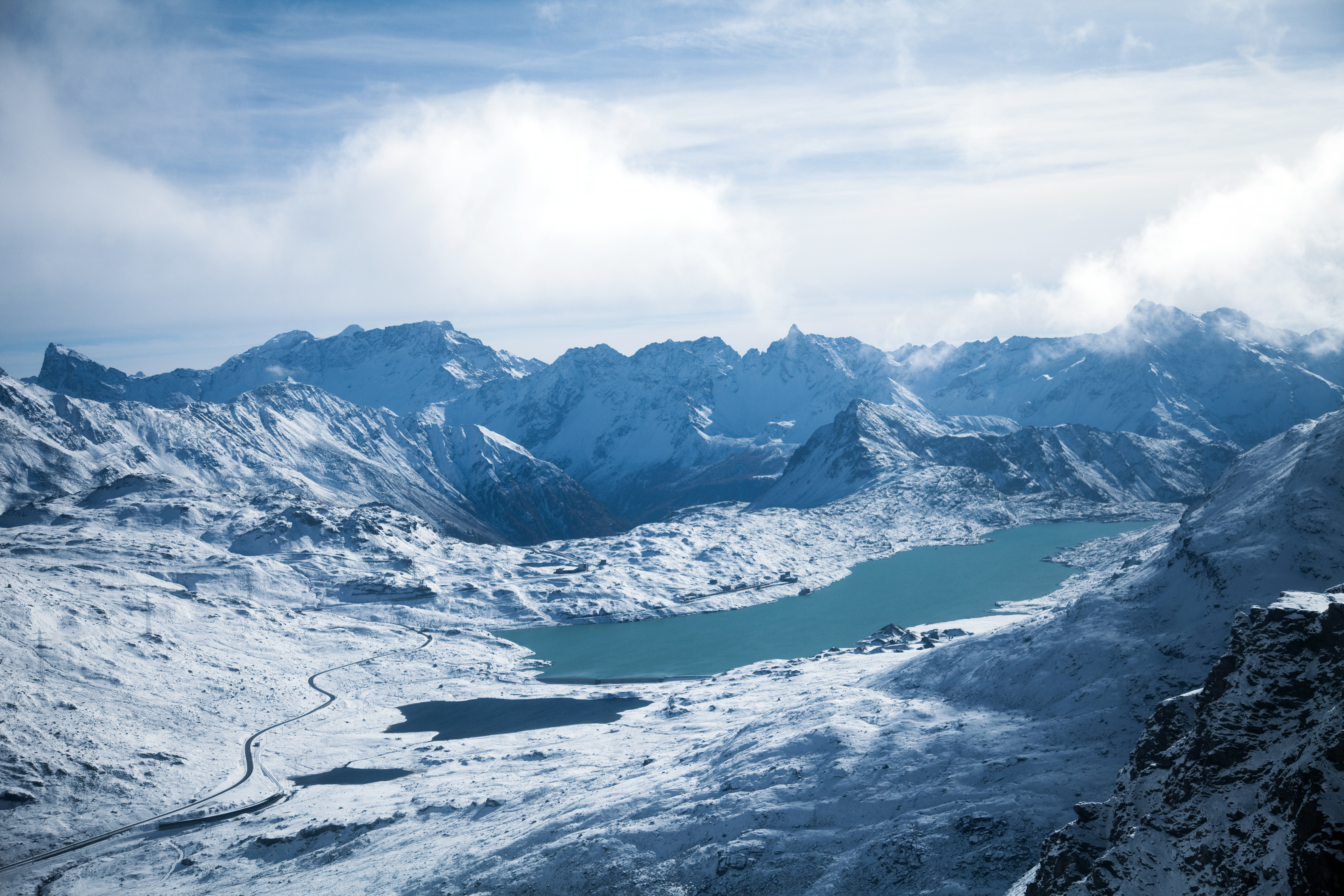
Quang cảnh của Lac Bianco từ cáp treo Diavolezza
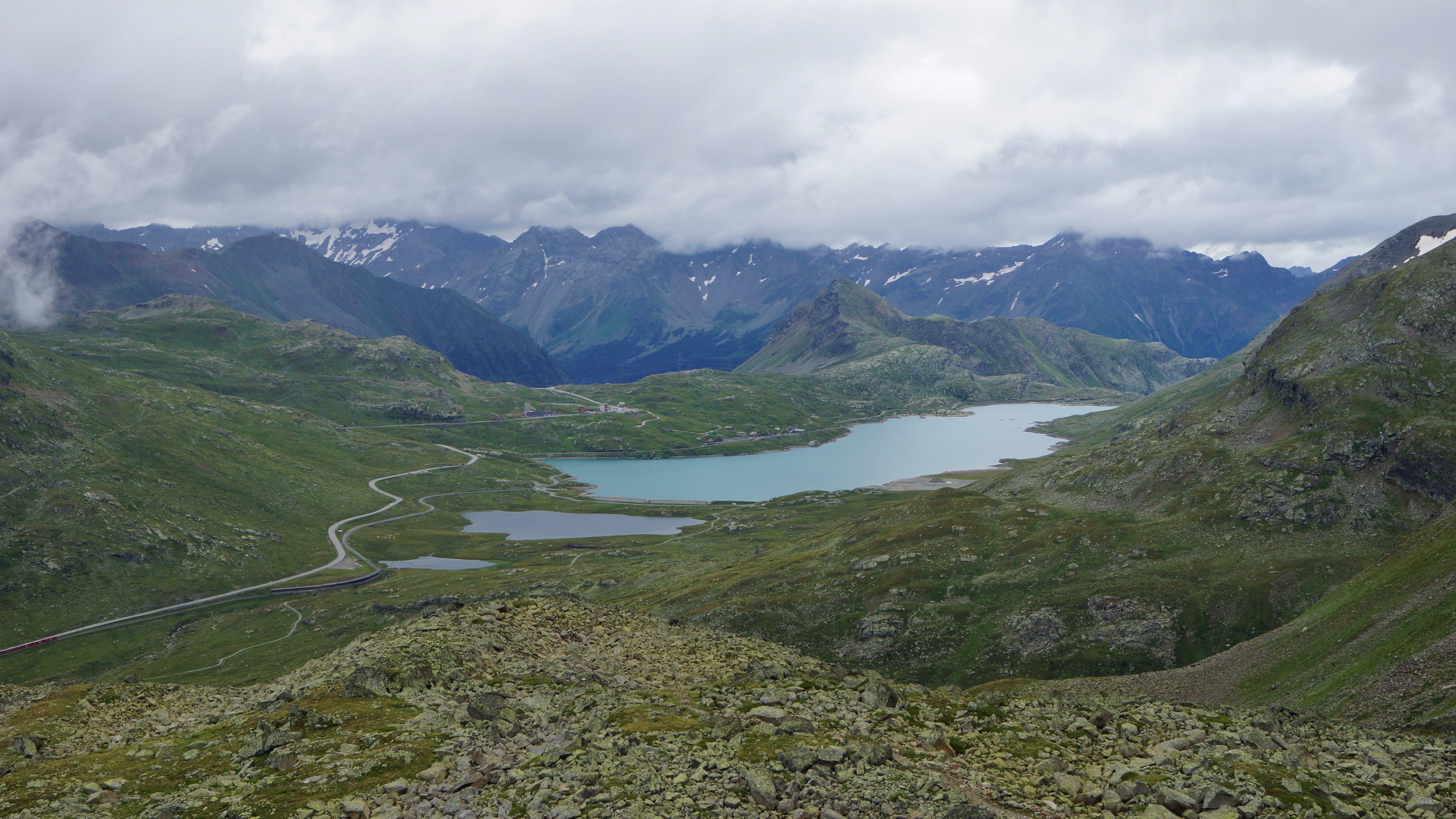
Quang cảnh từ cáp treo Diovalezza đến đèo Bernina với đường đèo và tuyến đường sắt, ga Ospizio Bernina ở  Lago Bianco.